# تنانتیت
تنانتیت  (به انگلیسی: Tennantite) با فرمول شیمیایی Cu3AsS3.25 از مجموعه کانی هاست و دارای شکستگی زبر و ناصاف است. ازنام یک شیمیدان انگلستانی S.Tennant گرفته شده‌است. حل شونده در HNO3 Cu:۴۸٫۴۲٪ As:۱۹٫۰۲٪ S:۳۲٫۵۶٪ همراه با Fe,Sb,Zn برای اولین بار در رومانی کشف شد و از نظر شکل بلور: تترائدر - اکتائدر، رنگ: خاکستری روشن - سیاه، شفافیت: کدر(اپاک)، شکستگی: زبر - ناصاف، جلا: فلزی، رخ: ندارد، سیستم تبلور: مکعبی و در رده‌بندی سولفور است و منشأ تشکیل آن هیدروترمال است.
همایند کانی‌شناسی (پارانژ) آن - اسفالریت- کالکوپیریت- تترائدریت- پیریت- آرسنوپیریت است
، از نظر ژیزمان بلور- آگرگات دانه‌ای - توده‌ای فراوان است و بیشتر در آلمان شرقی و غربی، چک اسلواکی، اطریش، رومانی، آمریکا و بریتانیای کبیر یافت می‌شود.